# ビッグトップ
ビッグトップは、カナダに拠点をおくサーカス団シルク・ドゥ・ソレイユのテント公演のテント名。収容人員約2800人、総重量約200トン、仮設テントでも風速30メートルに耐え、震度6の耐震性がある。

## 構造
海外公演のビッグトップや2000年のサルティンバンコ までの日本公演のビッグトップではテント支柱が4本あり、客席の場所によって支柱が客の視界を遮ってしまい、ステージ全体を鑑賞できなかった。
日本では2003年のキダム以降、地震や台風などへの対策を施したビックトップをフジテレビが提供している。これにより支柱は取り払われ、どの客席からも視界を遮らなくなった。支柱を無くしたことによって設営の労力は増したが、ビッグトップの骨組みの一部は2セット用意された。その一部とはテントの頭の部分と4組の鉄骨で、4組の鉄骨を十字に組み立て、その上にテントの頭の部分をクレーンで乗せて骨組みを固定され、高さ28メートル直径57メートルの円形テントの骨組みの一部を完成させておく。先に骨組みの一部を完成させておく事で、前の公演終了後に到着した残りのテント部材到着後3日で次のテント設営ができ、前の公演テントの解体と次の公演テント設営が同時進行してビッグトップは完成する。